# British Comedy Awards 2013

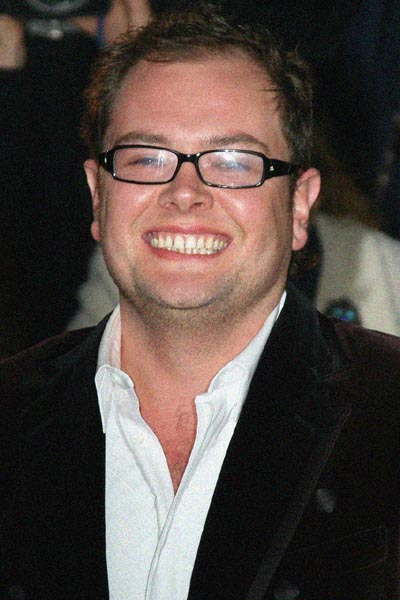
Adam Carr, najlepsza osobowość w komedii i rozrywce

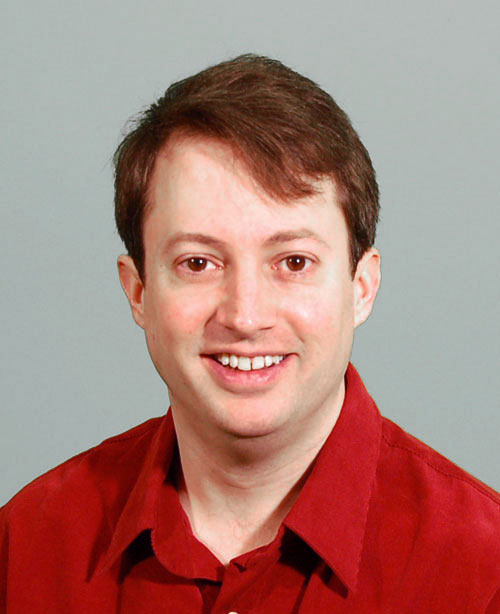
David Mitchell, nominowany w trzech kategoriach

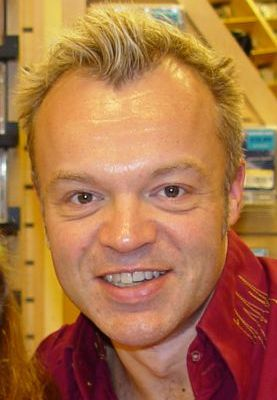
Graham Norton, autor najlepszego programu komediowo-rozrywkowego

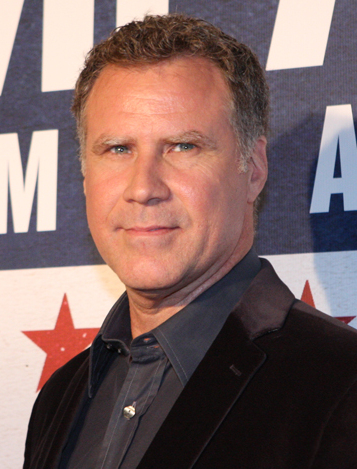
Will Ferrell, nagrodzony za całokształt twórczości

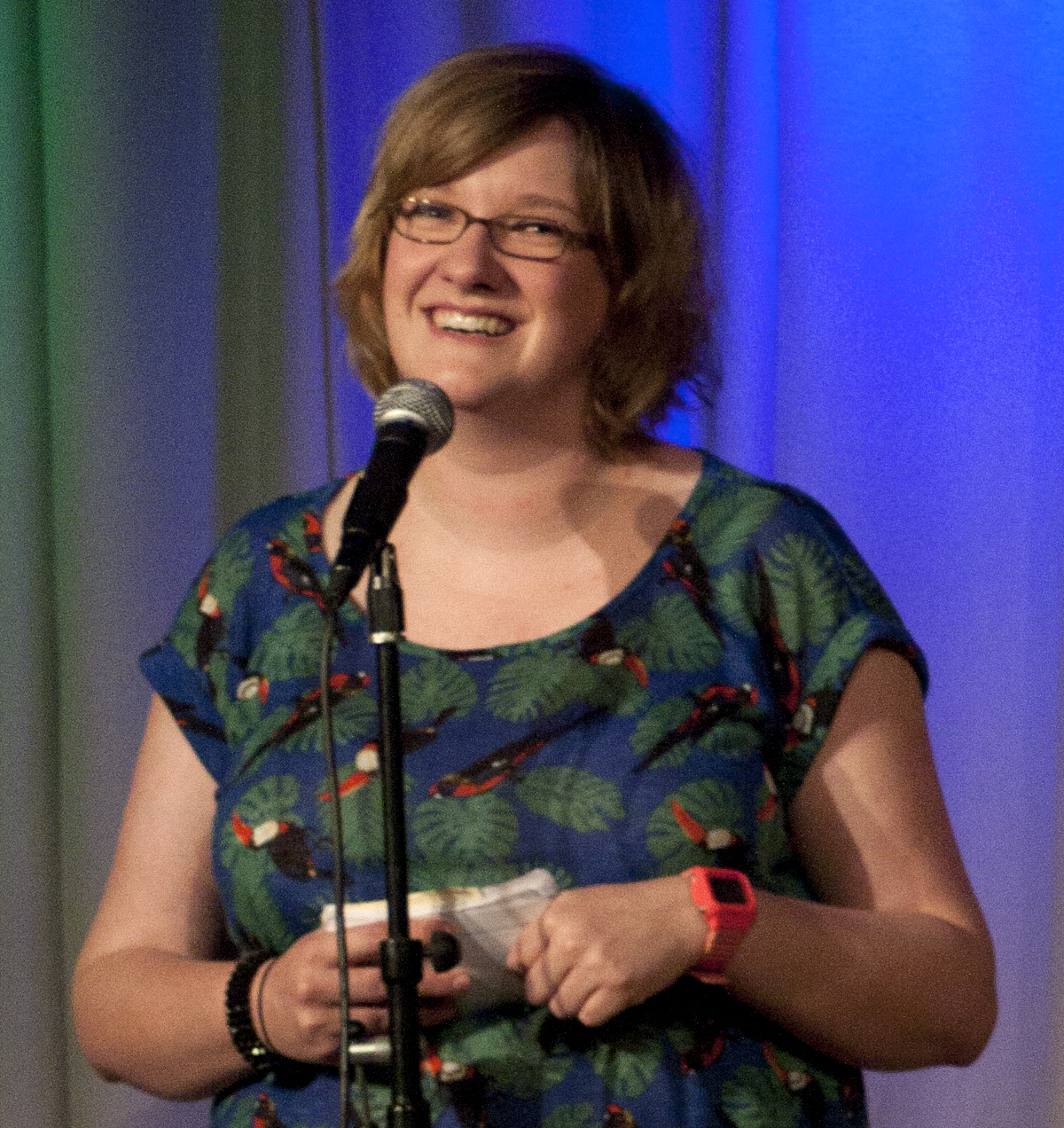
Sarah Milican, nominowana do tytułu Królowej Komedii

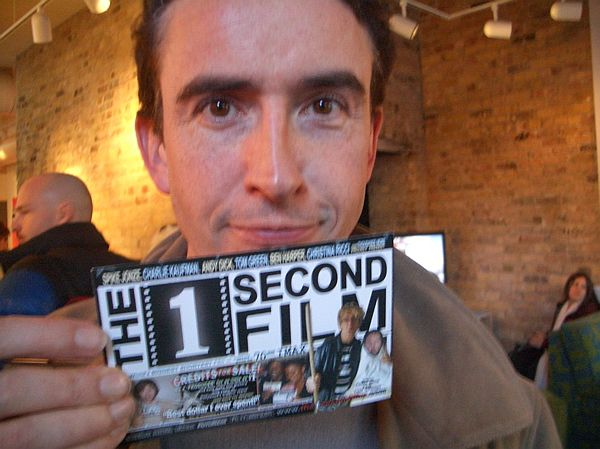
Steve Coogan, laureat nagrody specjalnej

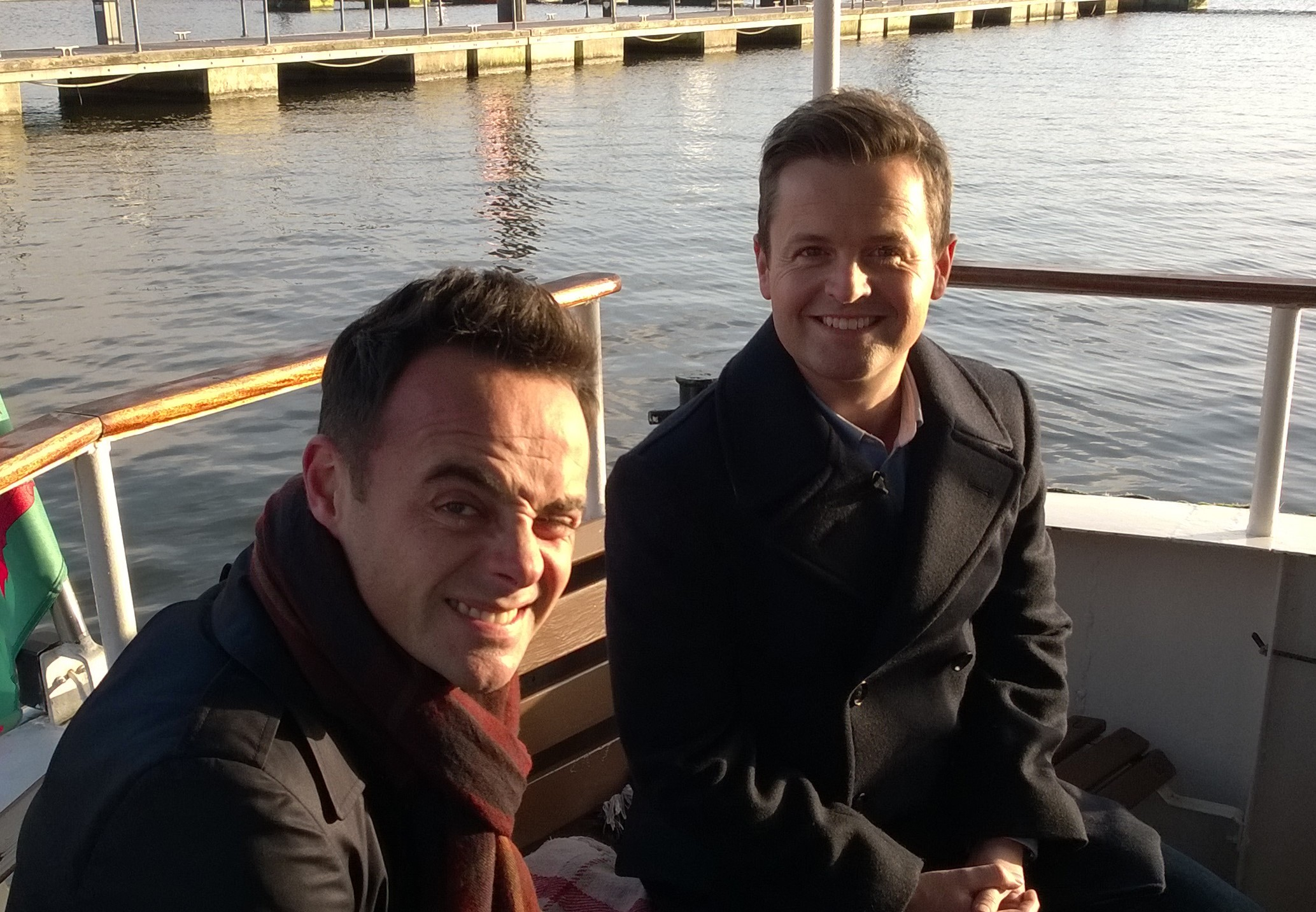
Anthony McPartlin i Declan Donnelly, czyli duet prezenterski Ant & Dec, nominowany do nagrody dla najlepszej osobowości w komedii i rozrywce

British Comedy Awards 2013 – dwudziesta czwarta edycja nagród British Comedy Awards, w tym czwarta od ich zasadniczej reformy w 2010 roku. Gala rozdania nagród odbyła się 12 grudnia 2013 w Londynie. W roli mistrza ceremonii wystąpił stały prezenter British Comedy Awards, Jonathan Ross, zaś transmisję telewizyjną na żywo prowadziła stacja Channel 4.

## Laureaci i nominowani

### Król/Królowa Komedii (Nagroda Publiczności)
- Nagroda: Jack Whitehall
- Pozostali nominowani:
  - Alan Carr
  - David Mitchell
  - Graham Norton
  - Lee Mack
  - Sarah Milican

### Najlepszy program typupanel show
- Nagroda: Would I Lie To You
- Pozostali nominowani:
  - 8 Out Of 10 Cats Does Countdown
  - A League of Their Own
  - Have I Got News For You

### Najlepszy program komediowo-rozrywkowy
- Nagroda: The Graham Norton Show
- Pozostali nominowani:
  - Alan Carr: Chatty Man
  - Saturday Night Takeaway
  - The Last Leg

### Najlepszysketch show
- Nagroda: Harry & Paul
- Pozostali nominowani: 
  - Horrible Histories
  - It's Kevin
  - Psychobitches

### Najlepszysitcom
- Nagroda: Getting on
- Pozostali nominowani:
  - Bad Education
  - Count Arthur Strong
  - Peep Show

### Najlepszy nowy program komediowy
- Nagroda: Plebs
- Pozostali nominowani:
  - Count Arthur Strong
  - Cuckoo
  - Psychobitches

### Najlepszy komik telewizyjny
- Nagroda: Lee Mack
- Pozostali nominowani:
  - David Mitchell
  - James Corden
  - Jon Richardson

### Najlepsza komiczka telewizyjna
- Nagroda: Nina Conti
- Pozostałe nominowane:
  - Miranda Hart
  - Sarah Millican
  - Sue Perkins & Mel Giedroyc

### Najlepsza osobowość w komedii i rozrywce
- Nagroda: Alan Carr
- Pozostali nominowani: 
  - Adam Hills
  - Ant & Dec, czyli Anthony McPartlin & Declan Donnelly
  - Graham Norton

### Najlepszy debiut komediowy
- Nagroda: Adam Hills
- Pozostali nominowani:
  - Jonny Sweet
  - Steve Delaney
  - Tom Basden

### Najlepszy telewizyjny aktor komediowy
- Nagroda: Jack Whitehall za Fresh Meat
- Pozostali nominowani: 
  - David Mitchell za Peep Show
  - Greg Davies za Cuckoo
  - Kevin Eldon za It's Kevin

### Najlepsza telewizyjna aktorka komediowa
- Nagroda: Miranda Hart za Mirandę
- Pozostałe nominowane:
  - Jo Brand za Getting on
  - Vicki Pepperdine za Getting on
  - Zawe Ashton za Fresh Meat

### Nagroda Brytyjskiej Gildii Scenarzystów
Nagrodę otrzymał Paul Whitehouse. 

### Nagroda Międzynarodowa Brytyjskiej Akademii Komedii za całokształt twórczości
Nagrodę otrzymał Will Ferrell. 

### Nagroda Specjalna Brytyjskiej Akademii Komedii za szczególne osiągnięcia
Nagrodę otrzymał Steve Coogan. 